# Alexander Lippisch

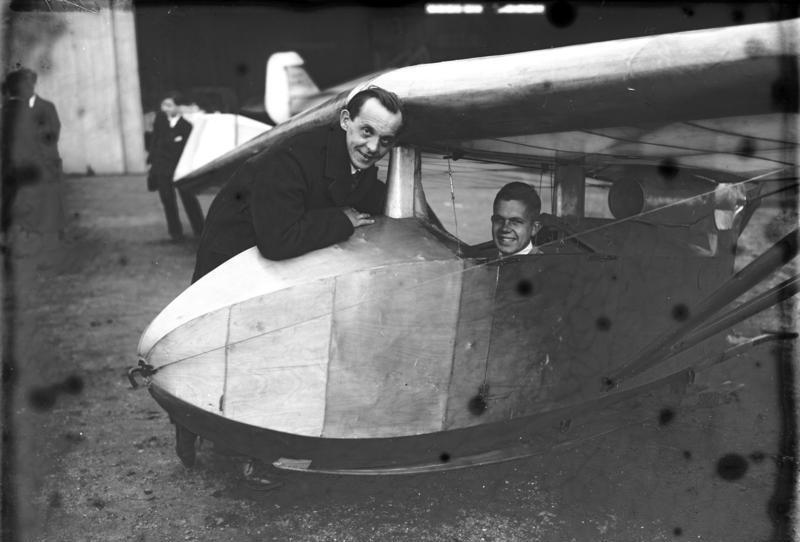
Alexander Lippisch, insieme a Günther Grönhoff nell'abitacolo dello Storch V.

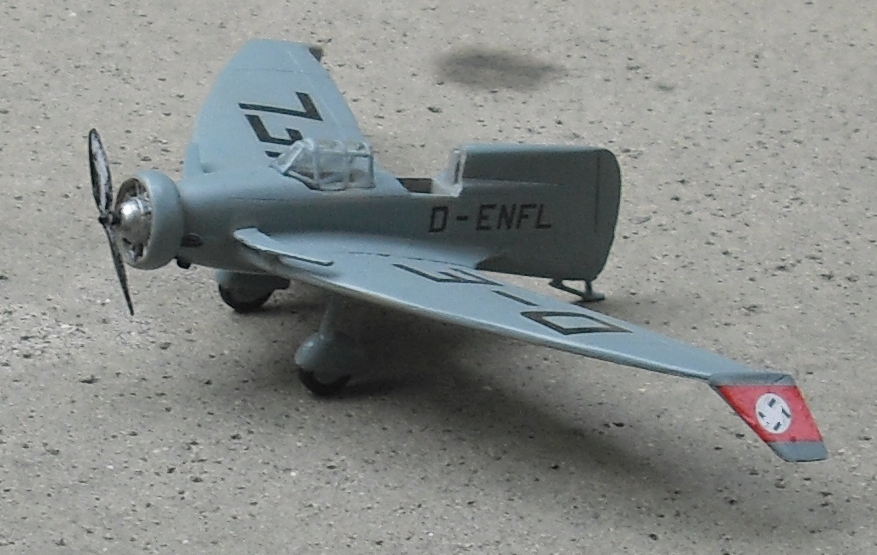
Modello del DFS 39

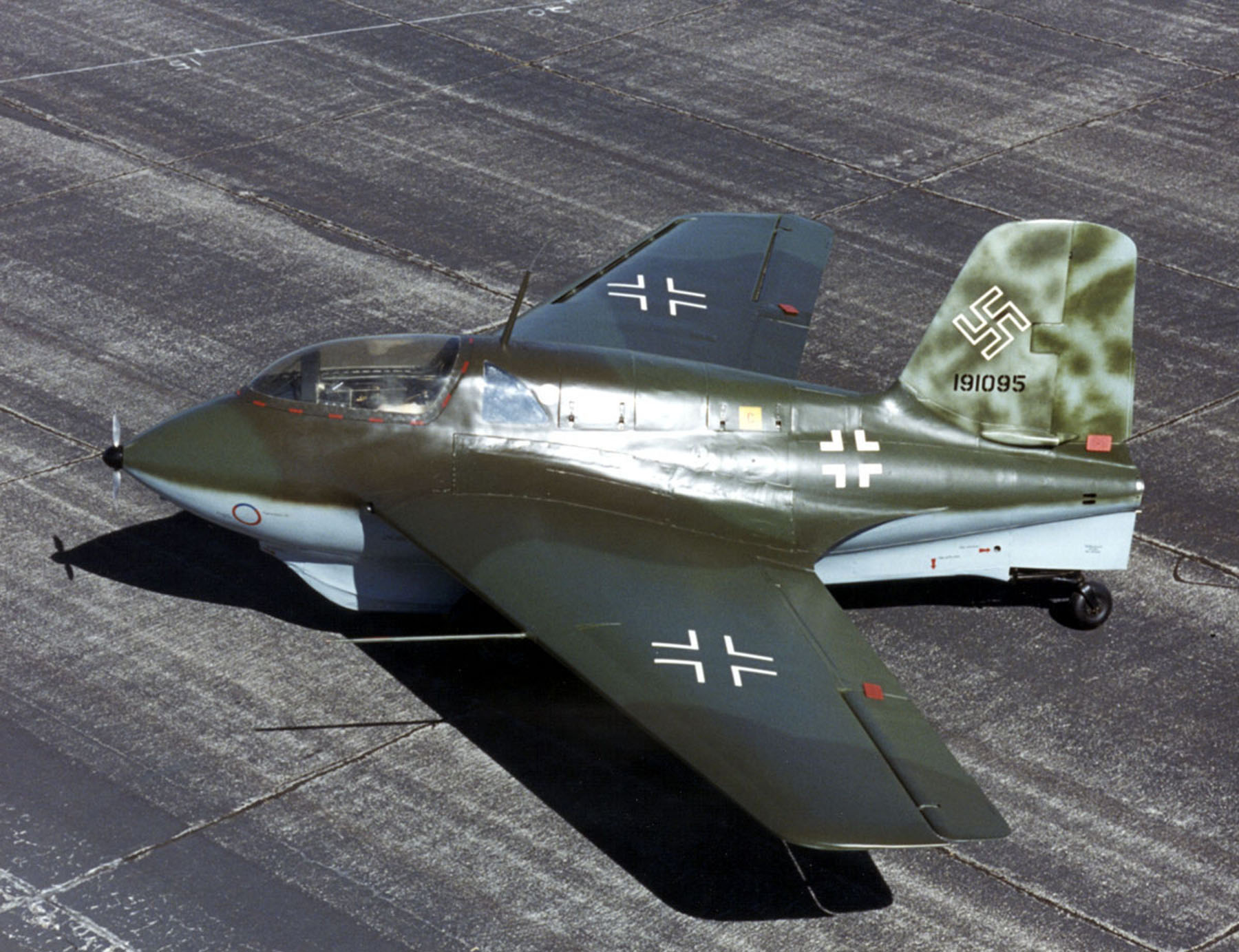
Messerschmitt Me 163B

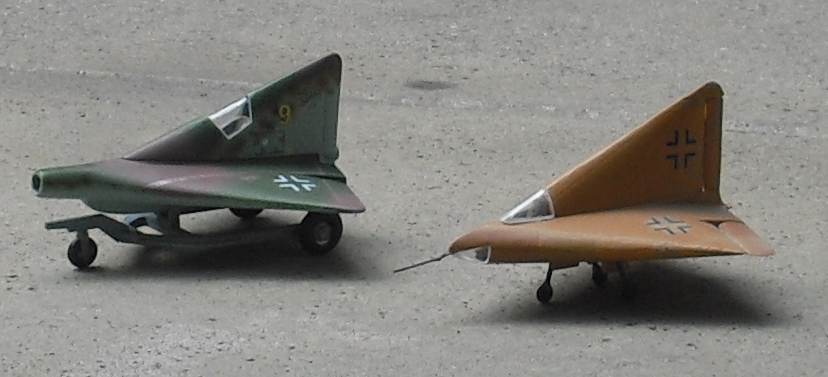
Modello del DM1 (destra) e P13a (sinistra)

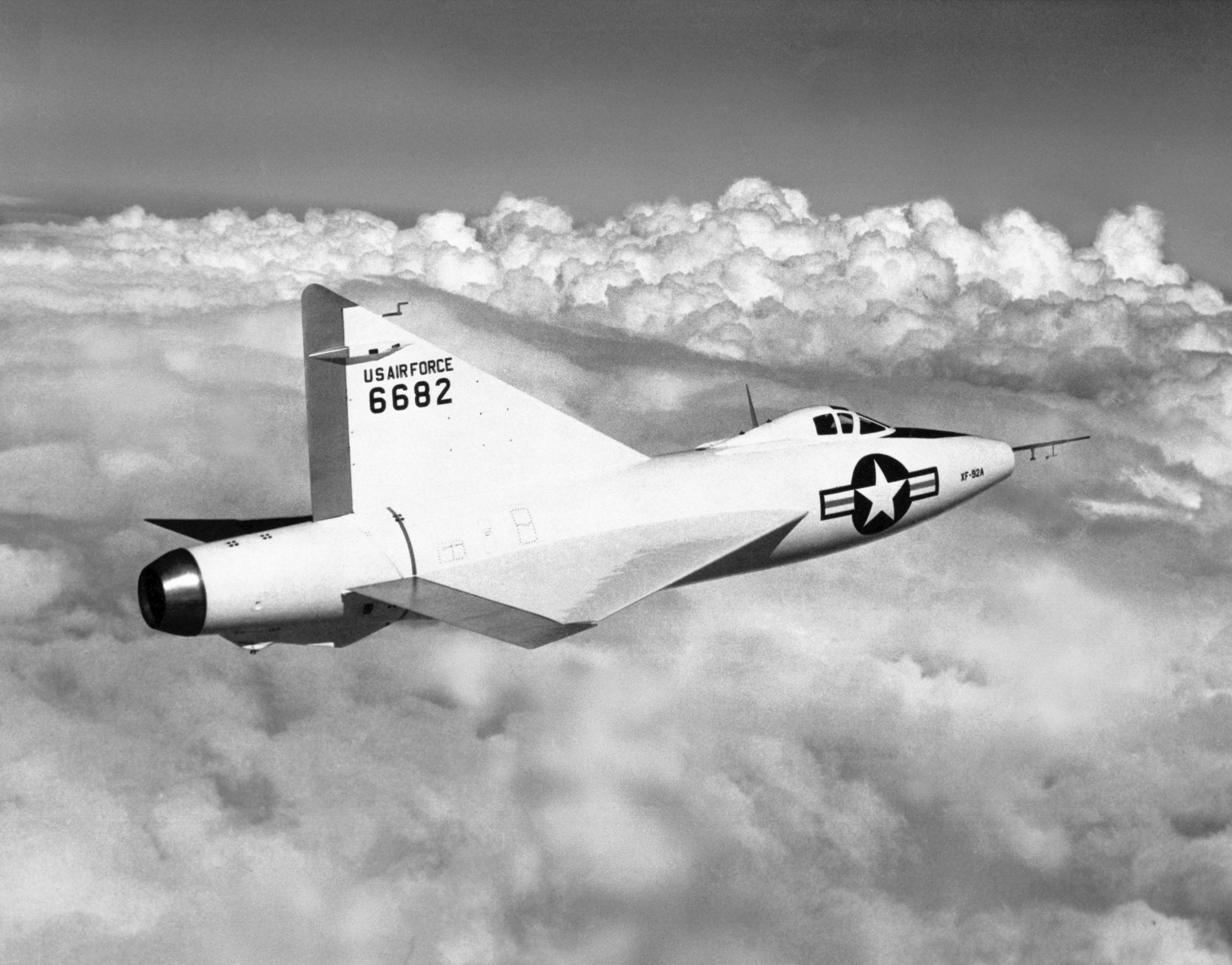
Convair XF-92A in volo

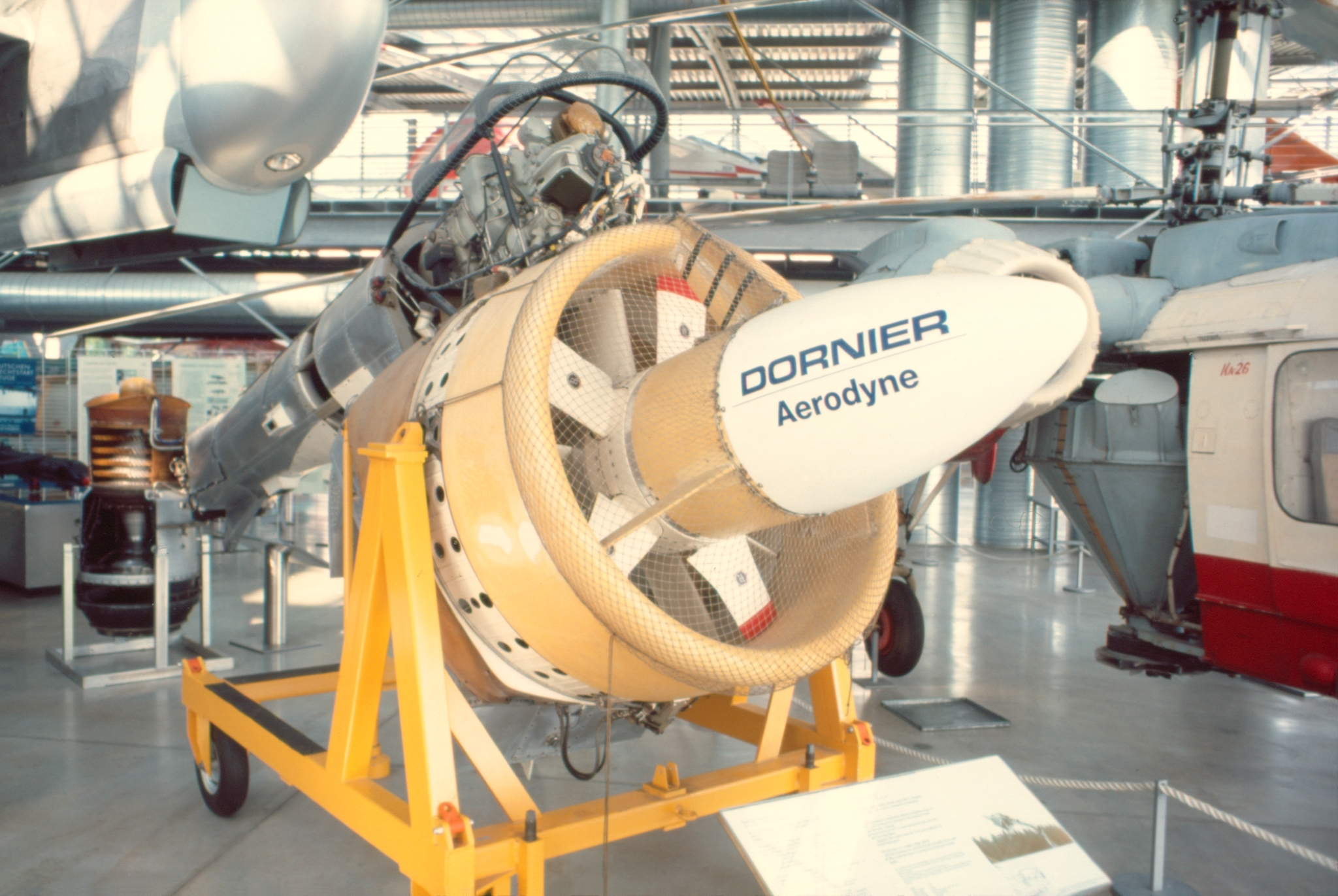
Dornier Aerodyne E1, Deutsche Museum Flugwerft Schleißheim

Alexander Lippisch (Monaco di Baviera, 2 novembre 1894 – Cedar Rapids, 11 febbraio 1976) è stato un ingegnere tedesco naturalizzato statunitense.

## Biografia
Pioniere dell'aviazione tedesca, Lippisch ebbe le sue prime esperienze nei velivoli veleggiatori come responsabile dell'ufficio di progettazione della Rhön-Rossitten-Gesellschaft (RRG), specializzandosi nello sviluppo di velivoli senza coda. Mentre sviluppava i velivoli senza coda, portò a compimento l'ideazione di numerosi veleggiatori standard, assieme al suo assistente Hans Jacobs che aveva il compito dei dettagli di progetto. Uno dei progetti che seguì presso la RRG fu il Delta IV-Flugzeugtyp, nel 1935 come velivolo sperimentale DFS 39.
Dalla realizzazione del "senza coda", come il suo Ente del 1928, ideale per il volo con propulsione a razzo, fu progettato da Lippisch sulla base della sua esperienza con la razzopropulsione; era un monoposto con ala a delta per il ruolo di caccia. Per la produzione serie di questi caccia razzopropulsi del Konstruktionsbüro di Lippisch si occupò la Messerschmitt-Werke, producendo il Messerschmitt Me 163. Lippisch sperimentò anche al di fuori i concetti dell'ala a delta, sviluppando prototipi come il Lippisch P.13a. Dopo la seconda guerra mondiale Lippisch fu reclutato per la Operation Overcast negli USA. Fu consulente per il Air Force Materiel Command. Anche se il suo nome non risulta ufficialmente nella documentazione NACA, lavorò nella galleria del vento per il DM1 a Langley.
Nel 1950 Lippisch lavora per la Collins Radio Company, presso una divisione trasporti, fino al 1964. Nel 1963 presso il Collins Hydrodynamic Laboratory sviluppò il primo velivolo senza ala, l'X-112. Nel 1969 ritornò in Germania, lavorando per la Rhein-Flugzeugbau; nel 1970 sviluppò l'RFB X-113. Nel 1972 volò il Dornier Aerodyne, sviluppato presso la Dornier-Werke. Poco dopo la morte di Lippisch, nel 1977 volò l'RFB X-114. Successivamente furono numerosi i prototipi di velivoli basati sul primo X-112.

## Sviluppi
Gli studi e i concetti teorici ebbero un notevole influsso sullo sviluppo di velivoli da caccia come quelli della Consolidated Vultee Aircraft Corporation. Come per primo il prototipo Convair XF-92. Il Convair F-102 e il modello di successo Convair F-106 furono caccia prodotti in serie. Anche i velivoli ad ala a delta come il bombardiere Convair B-58 Hustler. Questi velivoli furono detentori di record, in parte ancora attuali.

## Velivoli (parziale)
- Lippisch Ente
- Lippisch SG-38 Zögling, 1926
- Lippisch P.01-111, competitore del Messerschmitt Me-163 Komet
- Lippisch Li P.04, senza coda, competitore del Messerschmitt Me 329
- Lippisch Li P.10, bombardiere senza coda del 1942
- Lippisch P.11, competitore de Horten Ho 229
- Lippisch Li P.13, bombardiere traente-spingente del 1943
- Lippisch P.13a, intercettore ramjet con ala a delta
- Lippisch P.13b, con alimentazione a lignite della seconda guerra mondiale
- Lippisch P.15, uno sviluppo del Messerschmitt Me-163 Komet
- Dornier Aerodyne, VTOL del 1972